# Parathyasira resupina
Parathyasira resupina is een tweekleppigensoort uit de familie van de Thyasiridae. De wetenschappelijke naam van de soort is voor het eerst geldig gepubliceerd in 1930 door Tom Iredale.